# Sciaphila papillosa
Sciaphila papillosa là một loài thực vật có hoa trong họ Triuridaceae. Loài này được Becc. miêu tả khoa học đầu tiên năm 1890.